# Campeonato Sudamericano de Clubes de Voleibol Femenino 2012
El Campeonato Sudamericano de Clubes de Voleibol Femenino 2012 se llevó a cabo del 4 al 6 de septiembre de 2012 en la ciudad de Osasco, Brasil. El campeonato otorgó un cupo para el Campeonato Mundial de Clubes de la FIVB. El campeón fue el equipo brasilero Sollys/Osasco, que consiguió así su cuarto título consecutivo en la competencia.

## Modo de disputa
Los cuatro equipos jugaron bajo un sistema de todos contra todos. Estaba prevista la participación del club peruano Universidad San Martín pero este canceló su participación semanas antes del comienzo del torneo. Otros dos equipos también descartaron su participación, por lo que el torneo se disputó a través de un grupo único formado por Sollys/Osasco (Brasil), el Club Atlético Boca Juniors (Argentina), el Club Sport Venezuela (Paraguay) y la Universidad Católica Boliviana (Bolivia). 

## Fase única

### Resultados
| 04/09/2012 17:00 | Boca Juniors | 3 - 0                          | UC Boliviana | Gimnasio Profesor José Liberatti, Osasco |  |
|                  |              | ( 25–9, 25–12, 25–11 ) Reporte |              |                                          |  |

| 04/09/2012 19:00 | Sollys/Osasco | 3 - 0                          | Sport Venezuela | Gimnasio Profesor José Liberatti, Osasco |  |
|                  |               | ( 25–11, 25–6, 25–10 ) Reporte |                 |                                          |  |

| 05/09/2012 17:00 | Sport Venezuela | 0 - 3                         | Boca Juniors | Gimnasio Profesor José Liberatti, Osasco |  |
|                  |                 | ( 9-25, 11-25, 8-25 ) Reporte |              |                                          |  |

| 05/09/2012 19:00 | Sollys/Osasco | 3 - 0                          | UC Boliviana | Gimnasio Profesor José Liberatti, Osasco |  |
|                  |               | ( 25-6, 25-12, 25-13 ) Reporte |              |                                          |  |

| 06/09/2012 17:00 | UC Boliviana | 3 - 1                                  | Sport Venezuela | Gimnasio Profesor José Liberatti, Osasco |  |
|                  |              | ( 26–28, 25–22, 25–13, 25–12 ) Reporte |                 |                                          |  |

| 06/09/2012 19:00 | Sollys/Osasco | 3 - 0                          | Boca Juniors | Gimnasio Profesor José Liberatti, Osasco |  |
|                  |               | ( 25–15, 25–18, 25–9 ) Reporte |              |                                          |  |

### Clasificación final
|   |                 | PJ | PG | PP | SF | SC | PTS |
| - | --------------- | -- | -- | -- | -- | -- | --- |
| 1 | Sollys/Osasco   | 3  | 3  | 0  | 9  | 0  | 9   |
| 2 | Boca Juniors    | 3  | 2  | 1  | 6  | 3  | 6   |
| 3 | UC Boliviana    | 3  | 1  | 2  | 3  | 7  | 3   |
| 4 | Sport Venezuela | 3  | 0  | 3  | 1  | 9  | 0   |

|  | Clasificado a Campeonato Mundial de Clubes 2012 |

## Equipo ideal
Al culminar la competición la organización del torneo entregó los siguientes premios individuales:
- Mejor Líbero:  Camila Brait (Sollys/Osasco)
- Mejor atacante:  Adenízia (Sollys/Osasco)
- Mejor jugadora:  Sheilla (Sollys/Osasco)
- Mejor bloqueo:  Thaisa (Sollys/Osasco)
- Mejor recepción:  Fernanda Garay (Sollys/Osasco)
- Mejor saque:  Jaqueline (Sollys/Osasco)
- Mejor defensa:  Carolina Hartmann (Boca Juniors)